# دیوید بالداچی
دیوید بالداچی (انگلیسی: David Baldacci؛ زادهٔ ۵ اوت ۱۹۶۰) یک نویسنده، فیلم‌نامه‌نویس، وکیل و رمان‌نویس اهل ایالات متحده آمریکا است.
وی نویسنده داستان روز رستاخیز (جلد شش از سری دوم) از کتاب ۳۹ سرنخ می‌باشد.

## آثار
- پایان بازی
- سقوط کرده
- مرد خاطره
- آخرین مایل
- ثابت
- تابستان آن سال
- آبی مطلق[۱]